# Københavns byvåben
Københavns byvåben fik sit nuværende udseende 24. juni 1661, da kong Frederik 3. udstedte et privilegiebrev til byens borgere, som tak for deres modstand mod svenskernes belejring af byen. Privilegierne gav borgerne i byen lov til at eje jord på samme vilkår som adelen.
De to kanoner og krigsudrustningen i bunden af billedet skal symbolisere københavnernes vellykkede modstand mod den svenske belejring af byen i 1658–59.
Frederik 3. tilføjede også porten med ridderen og sit monogram til våbenet, der oprindeligt bestod af de tre tårne og bølgerne. Våbenet indgik i Københavns segl fra 1296. I nyere tid gengives våbenet ofte stærkt stilliseret med kun de tre tårne og bølgerne. Københavns Kommune anvender fortsat det store våben til ceremonielle formål og visse kommunale formularer.
- Københavns byvåben, som udformet i privilegiebrevet. Aftegning fra 1800-tallet.
- Det lille byvåben